# ليك بوينا فيستا
ليك بوينا فيستا (بالإنجليزية: Lake Buena Vista)‏ هي مدينة أمريكية تقع في ولاية فلوريدا. تبلغ مساحة هذه المدينة 12.7 (كم²)،ويبلغ عدد سكانها 16 نسمة حسب إحصاء سنة 2010 م 16.تشير إحصاءات سنة 2000م بأن الكثافة السكانية في هذه المدينة تقدر بـ(1.3) نسمة/كم2 